# Turi Fedele
Turi Fedele (ur. 1926, zm. 20 sierpnia 2013 w Este) – włoski działacz kulturalny, twórca Centro Cultrale Estense "Medusa" oraz festiwalu filmów dokumentalnych Premio dei Colli, ceniony popularyzator polskiego folkloru na zachodzie Europy.